# Surry (Maine)

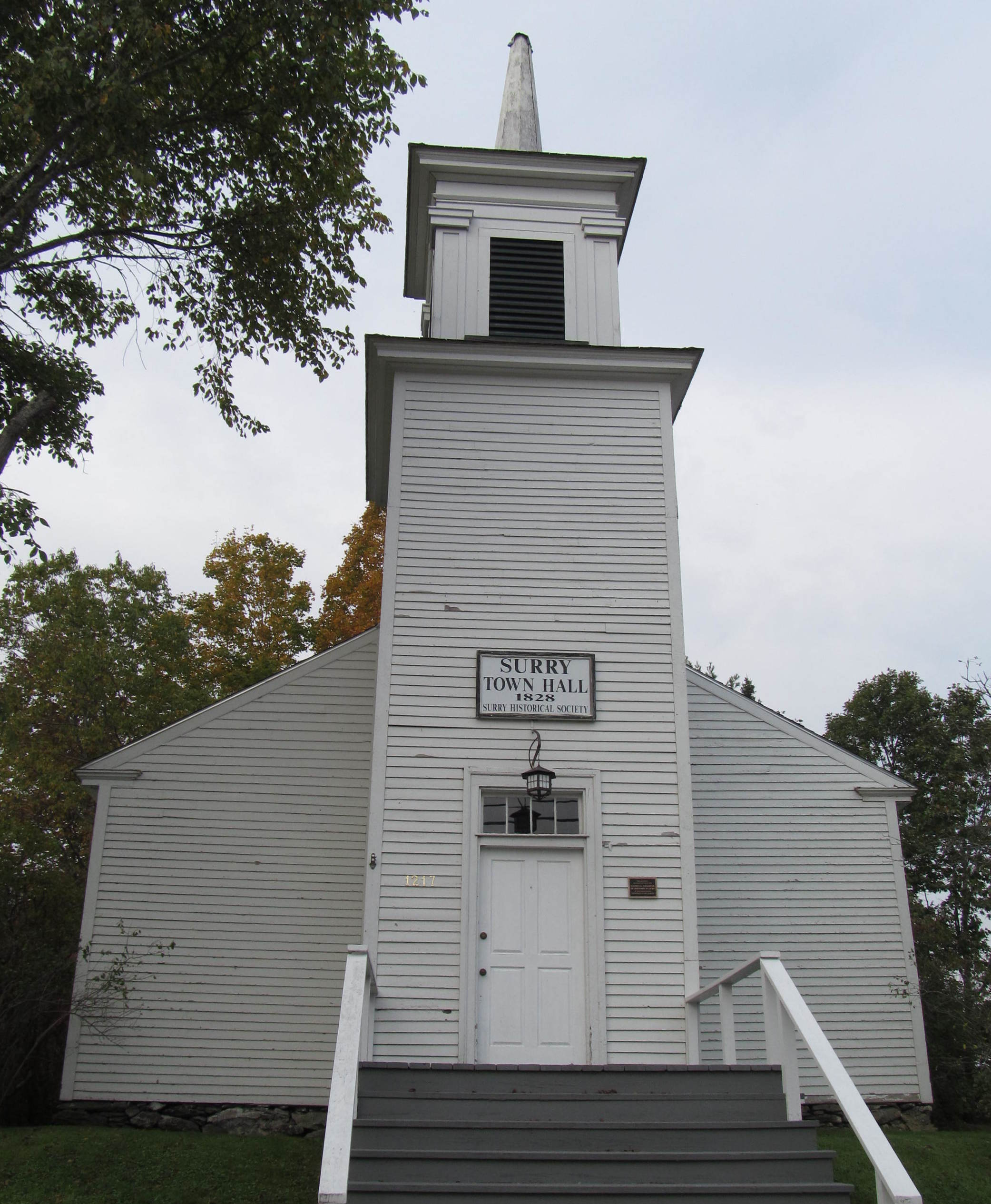
Antic ajuntament de Surry.

Surry és una població dels Estats Units a l'estat de Maine (EUA). Segons el cens del 2000 tenia 1.361 habitants.

## Demografia
Segons el cens del 2000, Surry tenia 1.361 habitants, 551 habitatges, i 404 famílies. La densitat de població era de 14,1 habitants/km².
Dels 551 habitatges en un 30,9% hi vivien nens de menys de 18 anys, en un 62,8% hi vivien parelles casades, en un 7,1% dones solteres, i en un 26,5% no eren unitats familiars. En el 21,8% dels habitatges hi vivien persones soles el 10% de les quals corresponia a persones de 65 anys o més que vivien soles. El nombre mitjà de persones vivint en cada habitatge era de 2,47 i el nombre mitjà de persones que vivien en cada família era de 2,84.
Per edats la població es repartia de la següent manera: un 24,5% tenia menys de 18 anys, un 4,6% entre 18 i 24, un 26,3% entre 25 i 44, un 31,3% de 45 a 60 i un 13,4% 65 anys o més.
L'edat mediana era de 41 anys. Per cada 100 dones de 18 o més anys hi havia 90,7 homes.
La renda mediana per habitatge era de 36.932 $ i la renda mediana per família de 41.324 $. Els homes tenien una renda mediana de 30.871 $ mentre que les dones 22.100 $. La renda per capita de la població era de 19.199 $. Entorn de l'11,4% de les famílies i el 14,6% de la població estaven per davall del llindar de pobresa.